# Куликівський район
Куликі́вський райо́н — колишній район Чернігівської області України з центром у смт Куликівка.

## Загальні відомості
Розташований в центральній частині області. Межує з Чернігівським, Менським, Козелецьким, Борзнянським, Ніжинським та Носівським районами. Районом пролягають залізниця й автодорога Чернігів—Ніжин. 25 населених пунктів.
Район розташований у зоні мішаних лісів. Поверхня рівнинна, в багатьох місцях заболочена. Головна річка — Десна. Корисні копалини: торф, пісок. Ґрунти — дерново-підзолисті, торфоболотні, чорноземи.
Районний центр — селище міського типу Куликівка, залізнична станція. Відстань до обласного центру залізницею — 36 км, автошляхами — 39 км. Відоме з XVII ст. Було селом у складі Салтиково-Дівицької сотні. З 1782 р. — центр волості, з 1923 р. — райцентр.

## Економіка
Куликівський район за своєю специфікою — сільськогосподарський: вирощування зернових, льону-довгунця, картоплі, виробництво м'яса і молока.
Функціонують 24 агроформування. Працюють переробні підприємства: ЗАТ «Молоко», хлібокомбінат, продукція ВАТ «Куликівський льонозавод» користується попитом в Україні і Прибалтиці. Приватне підприємство «Вимал» виробляє якісний картопляний крохмаль, який постачає на ринки України та Голландії.

## Соціальна сфера
Освіта району представлена 17 загальноосвітніми школами і Куликівський ПТУ-30. Медичне обслуговування населення здійснюють районна та 2 сільські дільничні лікарні, 5 дільничних амбулаторій, 11 фельдшерсько-акушерських пунктів. Працюють районний будинок культури, 16 сільських клубних закладів, 18 бібліотек, музична школа, Куликівський народний краєзнавчий музей. Понад 30 років діє туристичний клуб «Вогнище». Популярністю користуються дитячий оздоровчий табір «Деснянка» та бази відпочинку на р. Десна.

## Туризм
Серед пам'яток археології — поселення епохи бронзи, а також ранньослов'янські та давньоруські біля сіл Виблі, Салтикова Дівиця. Виблі прикрашає Троїцька церква (XIX ст.), а у с. Дроздівка збереглася школа, яку понад 100 років тому побудував своїм коштом секретар Чернігівського губернського земства В. Прокопович.

## Персоналії
Серед уродженців Куликівського району — видатні освітяни, науковці, лікарі, діячі мистецтв. У с. Ковчин народилась педагог і методист початкової освіти Л.Деполович. Із с. Салтикова Дівиця походив організатор медичної справи в краї, автор праць «Медико-топографічний опис Чернігівської губернії», «Про сибірську виразку», лікар С.Андрієвський. У смт Куликівці народилась оперна співачка, заслужена артистка Киргизії Людмила Мойсіївна Циндрик (1945—1995), у с. Жуківка — народний артист СРСР Ю.Мажуга. У с. Вересоч — професор ЮНЕСКО, доктор наук, геолог Давиденко Микола Маркович (1935—2004).
У с. Горбове — заслужений працівник культури України Скиба Василь Петрович (1943—по т.ч.)

## Політика
25 травня 2014 року відбулися Президентські вибори України. У межах Куликівського району було створено 19 виборчих дільниць. Явка на виборах складала 67,37 % (проголосували 10 034 із 14 894 виборців). Найбільшу кількість голосів отримав Петро Порошенко — 41,00 % (4114 виборців); Юлія Тимошенко — 25,96 % (2605 виборців), Олег Ляшко — 19,40 % (1947 виборців), Анатолій Гриценко — 4,33 % (434 виборців), Сергій Тігіпко — 2,50 % (251 виборець). Решта кандидатів набрали меншу кількість голосів. Кількість недійсних або зіпсованих бюлетенів — 0,87 %.

## Міжнародна співпраця
Район підтримував дружні стосунки із трьома районами з інших країн: Пилвамаа (Естонія), Чечерський район (Білорусь) та Красногорський район (Росія).

### Україно-естонські відносини
1971 року були встановлені дружні стосунки з естонцями з Пилвамаа. У серпні 2006 року була укладена Угода про співпрацю між Куликівським районом та Пилваським повітом Естонії.
У 2008році естонці приймали делегацію куликівців. Відтоді відбувався регулярний обмін міжнародними делегаціями — естонські відвідували Україну, а українські — Естонію.